# Anna Mohr
Anna Mohr (10 de julho de 1944 – 4 de maio de 2020), foi uma arqueóloga sueca e ativista LGBT+. Em janeiro de 1995, ela e sua parceira Britt Dahlgren foram o primeiro casal de lésbicas a entrar em união civil na Suécia.
Ela foi presidente da EKHO e trabalhou com o grupo de Saúde e HIV da RFSL por 20 anos. Ela foi uma das ativistas por trás do Frigörelsedagen ('dia da libertação') em Estocolmo na década de 1970. O movimento acabou se transformando no Orgulho de Estocolmo.
Em maio de 2020, ela morreu de COVID-19 durante a pandemia de COVID-19 na Suécia.